# Capparis lobbiana
Capparis lobbiana är en kaprisväxtart som beskrevs av Porphir Kiril Nicolai Stepanowitsch Turczaninow. Capparis lobbiana ingår i släktet Capparis och familjen kaprisväxter. Inga underarter finns listade i Catalogue of Life.